# Schreibring

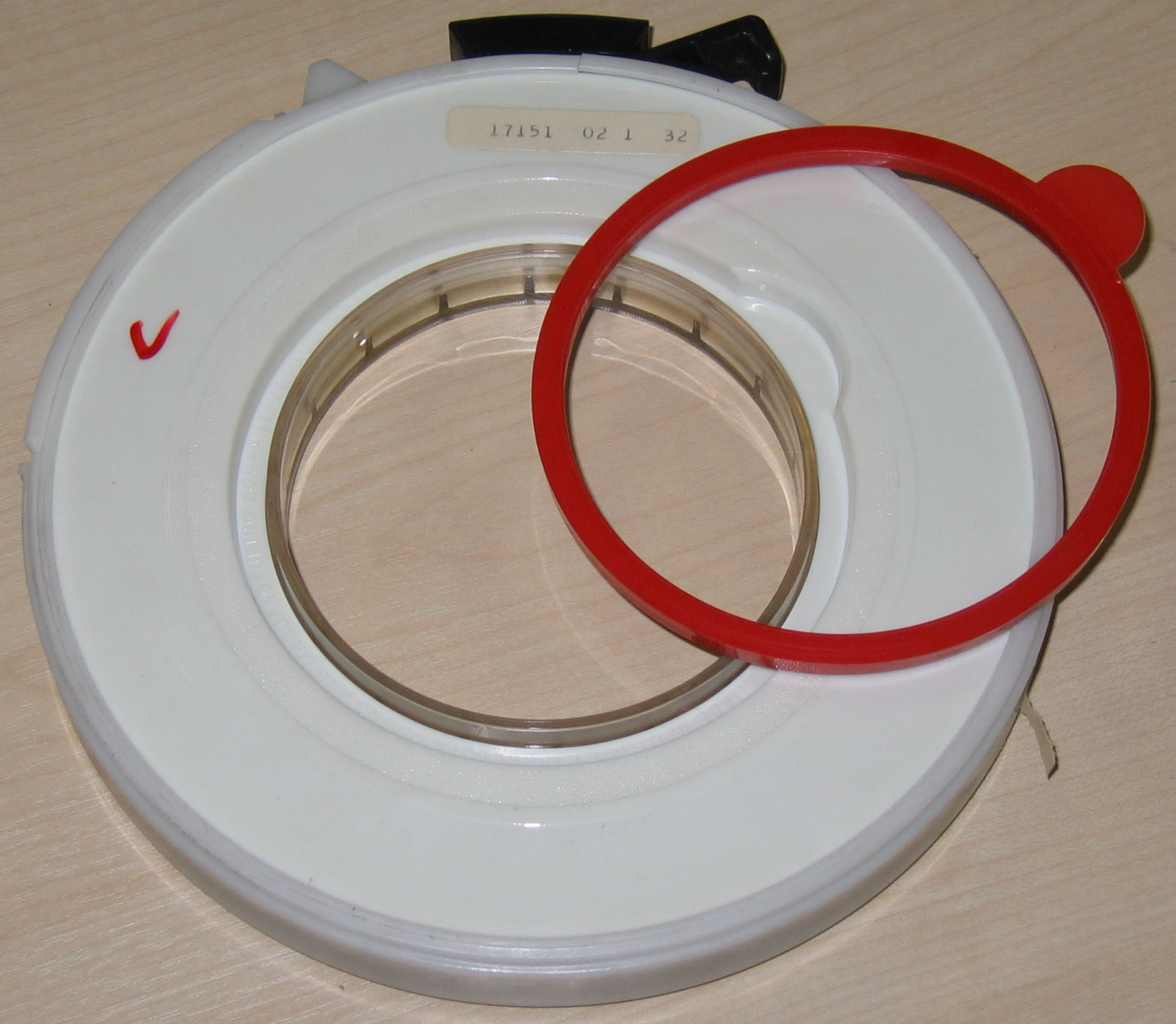
Schreibring (rot) auf einer Magnetbandspule

Ein Schreibring ist ein Kunststoffring mit zirka 11 cm Durchmesser, der bei Magnetbändern (Halbzollbänder, Bankkassetten, Datenverarbeitung) das versehentliche Überschreiben des Bandes verhindert.

## Verwendung
Das Band ist auf dem Bandgerät nur beschreibbar, wenn der Schreibring in die Spule des Bandes eingelegt ist. Der Schreibring befindet sich auf der Rückseite der Spule, weshalb das Band zum Einsetzen/Entfernen des Schreibringes vom Bandgerät entladen werden muss.
Nach der Beschreibung in der Patentanmeldung sind „bei herausgenommenem Schreibring [...] die auf Magnetband gespeicherten Daten wirksam gegen Löschen, Überschreiben, Einwirkungen bei Netzausfall und Ein- und Ausschalten der Gerätestromversorgung infolge eines Gerätefehlers oder manueller Eingriffe während des Betriebes gesichert“.